# Tiergartenschleuse
Die Tiergartenschleuse, auch Schleuse Tiergarten genannt, befindet sich am Kilometer 2,04 des Ruppiner Kanals auf der Gemarkung des Ortsteils Sachsenhausen der Stadt Oranienburg im Landkreis Oberhavel in Brandenburg. Die unmittelbar nördlich der Schleuse gelegene Siedlung ist unter dem gleichen Namen ein Wohnplatz in Sachsenhausen.

## Geschichte
Der Ruppiner Kanal ist eine schiffbare Verbindung zwischen dem Rhin am Ruppiner See und der Havel bei Oranienburg.
Der Kanal ist eine Landeswasserstraße. Sein östlicher Teil war ein schon im 17. Jahrhundert ausgebauter und zum Flößen und zur Entwässerung benutzter Graben zwischen dem Hohen Bruch und der Havel. Im 18. Jahrhundert wurde dieser Schweizergraben genannt, nach den Bewohnern der Schweizerkolonie Hohenbruch, durch die das Land nördlich des Kanals urbar gemacht wurde.

## Die Schleuse
Eine erste Tiergartenschleuse wurde mit Fertigstellung des Kanals 1788 in Betrieb genommen. Nach einer Betriebszeit von 100 Jahren entsprach die Schleuse nicht mehr den Anforderungen des gewachsenen Schiffsverkehrs und wurde um 1890 durch einen Neubau ersetzt. Angenommen wird eine Anpassung der Schleusenabmessungen an das Finowmaß. Die zweite Schleuse musste bereits 1911 umfassend repariert werden und 1927 erfolgte eine weitere Überholung. Diese Schleuse konnte bis 2001 genutzt werden und musste erneut rekonstruiert werden. Die dritte Schleuse wurde im Jahre 2002 in Betrieb genommen. Da es keine Ausweichmöglichkeit gab, war der Ruppiner Kanal für die Zeit der Bauarbeiten voll gesperrt. Die heutige Nutzlänge der Schleuse beträgt 41,20 Meter, die Nutzbreite 6,80 Meter und die Fallhöhe bei Mittelwasser 80 Zentimeter. Die Schleusenkammer hat senkrechte Wände aus Beton mit Abweisern aus Kunststoff und wird zum Oberwasser wie zum Unterwasser durch Stemmtore verschlossen.
Nördlich der Schleusenkammer ist ein Schleusenwärterhaus erhalten.

## Bilder

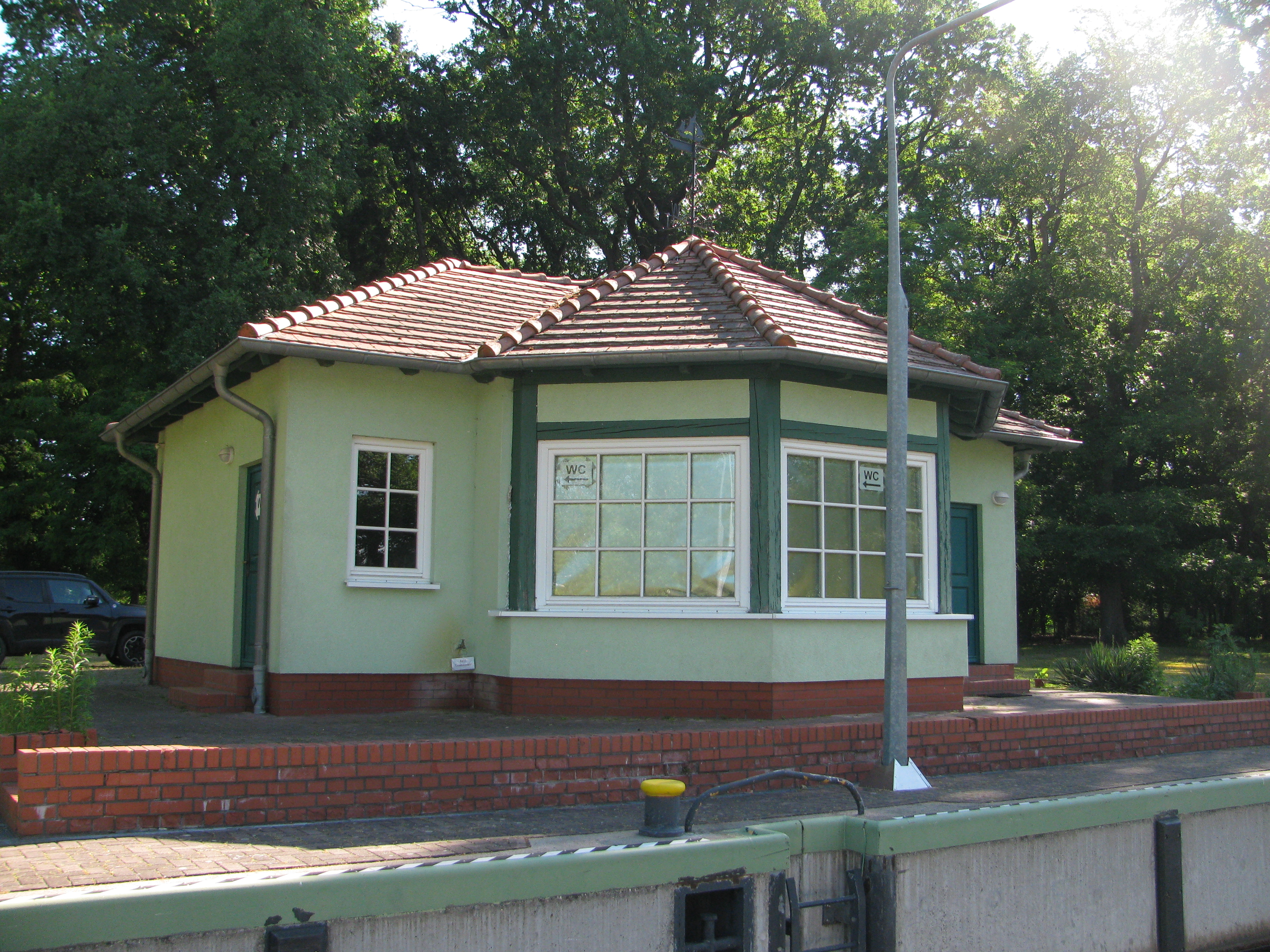
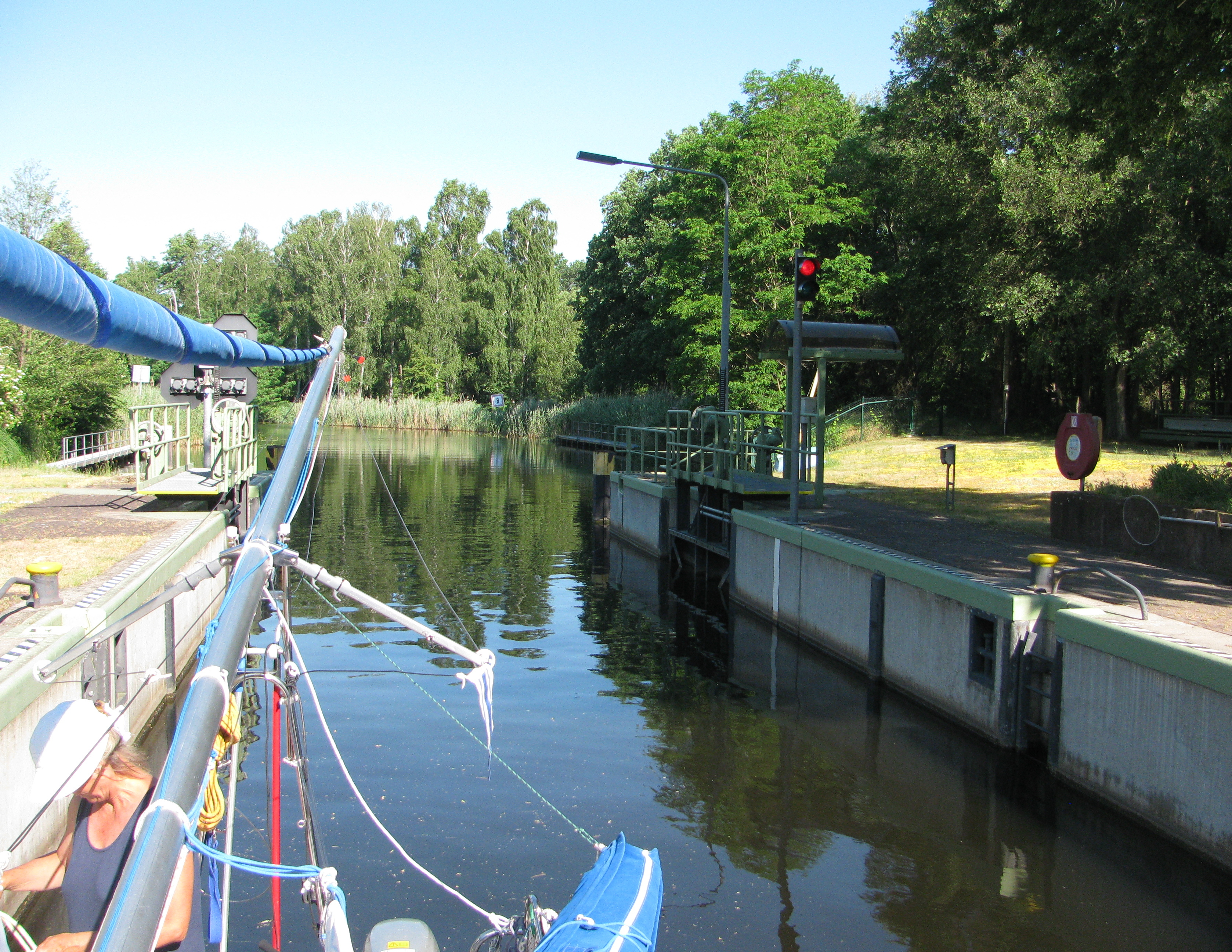

## Karten
- Folke Stender: Redaktion Sportschifffahrtskarten Binnen 2. Nautische Veröffentlichung Verlagsgesellschaft, ISBN 3-926376-10-4.
- W. Ciesla, H. Czesienski, W. Schlomm, K. Senzel, D. Weidner: Schiffahrtskarten der Binnenwasserstraßen der Deutschen Demokratischen Republik 1:10.000. Band 4. Herausgeber: Wasserstraßenaufsichtsamt der DDR, Berlin 1988, OCLC 830889996.